# Chawkbazar Thana

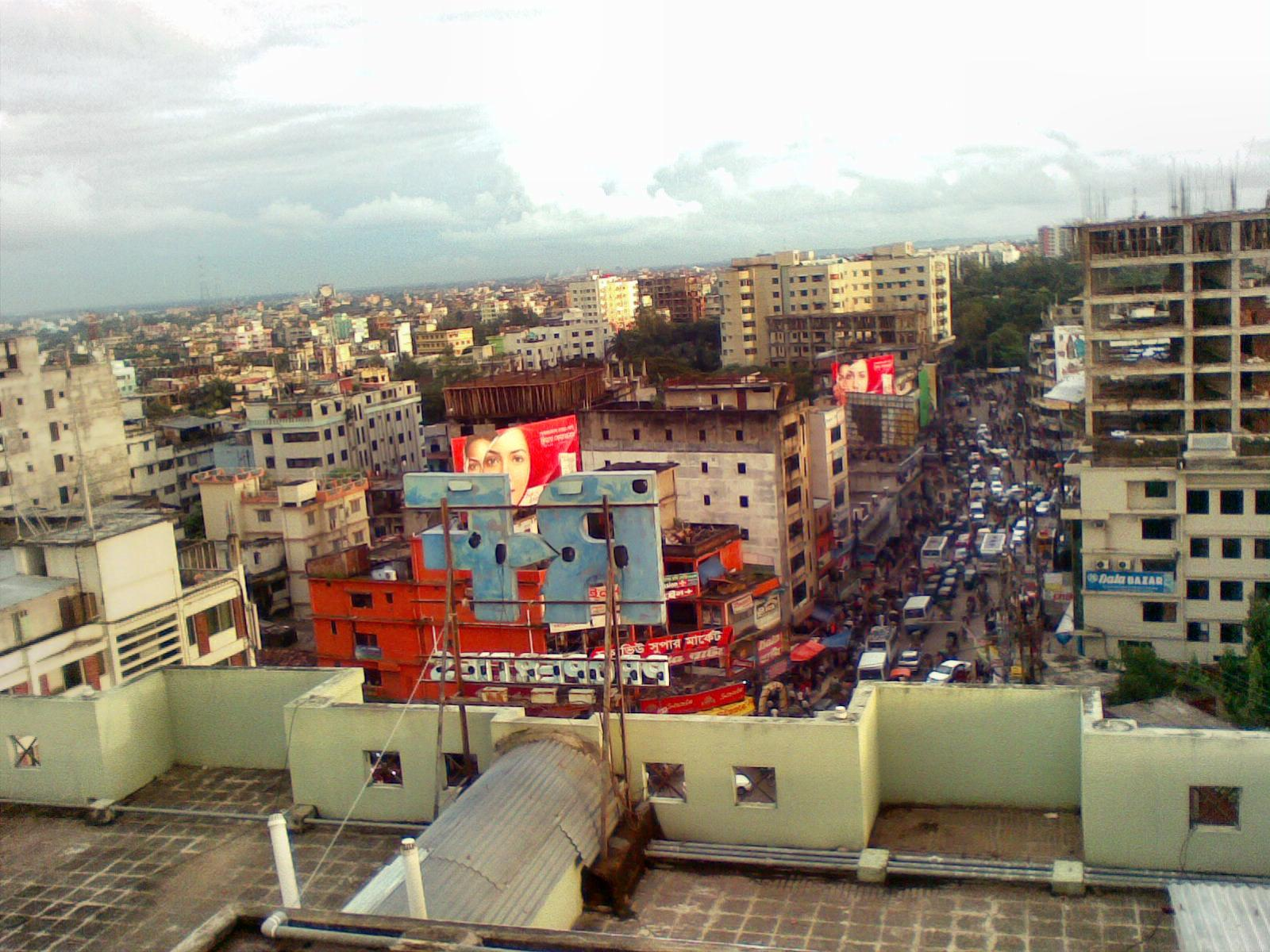
Chawkbazar area

Chawkbazar (bengalisch চকবাজার) ist ein Thana im Chattogram District (Chittagong) in der Division Chittagong in Bangladesch. Es ist eines der belebtesten Viertel von Chittagong.

## Geographie
Das Stadtviertel liegt im Zentrum von Chittagong zusammen mit Kotwali (কোতোয়ালী থানা, চট্টগ্রাম, SO). Im Umkreis liegen die Thana' Lalbagh Thana, Shahbagh Thana, Bangshal Thana. Im Süden wird das Viertel vom Karnaphuli begrenzt. Bei Firingee Bazar befindet sich das Fähr-Terminal (ফিরিঙ্গি বাজার ঘাট) zur Fähre über den Fluss. Dort schließt sich der Karnaphuli Mariners Park (কর্ণফুলী মেরিনার্স পার্ক) an.

## Bildung
Viele bedeutende Bildungseinrichtungen befinden sich in dem Gebiet: Chittagong College, Government Hazi Mohammad Mohshin College, Chittagong Government High School, Hazi Muhammad Mohsin High School, Chittagong Medical College, Chittagong Science College, St Placid’s School & College (সেন্ট প্ল্যাসিডস্ স্কুল এন্ড কলেজ), Patharghata City Corporation College (পাথরঘাটা সিটি কর্পোরেশন কলেজ), sowie verschiedene Campus der International Islamic University Chittagong.
Bedeutende Moscheen sind Anderkilla Shahi Jame Mosque (আন্দরকিল্লা শাহী জামে মসজিদ), Afgan Masjid (আফগান মসজিদ), und Chandanpura Masjid (চন্দনপুরা মসজিদ).
Ein hinduistischer Tempel ist Iskcon Prabartak Sri Krishna Mandir (ইস্কন প্রবর্তক শ্রীকৃষ্ণ মন্দির).